# Vinícius Nogueira
Vinícius Nogueira de Oliveira (Penápolis, 11 dicembre 2001) è un calciatore brasiliano, difensore del Vålerenga, in prestito dall'Halmstad.

## Caratteristiche tecniche
È un terzino sinistro.

## Carriera
Nogueira è cresciuto nei settori giovanili di Palmeiras, Atlético Mineiro e Ponte Preta. Il 18 gennaio 2023 è approdato in Svezia dove ha firmato un contratto con il Varberg ed il 18 febbraio ha giocato il suo primo incontro ufficiale in Svenska Cupen contro l'Östersund. Il 3 aprile seguente ha debuttato anche in Allsvenskan nell'incontro pareggiato 2-2 contro il Mjällby.
Il 7 gennaio 2024 è stato ceduto a titolo definitivo all'Halmstad.
Il 28 marzo 2025, a seguito del respingimento della sua richiesta di permesso di lavoro da parte dell'Ufficio svedese per l'immigrazione, è stato ufficializzato il suo trasferimento in prestito ai norvegesi del Vålerenga.

## Statistiche

### Presenze e reti nei club
Statistiche aggiornate al 28 marzo 2025.
| Stagione        | Squadra         | Campionato      | Campionato | Campionato | Coppe nazionali | Coppe nazionali | Coppe nazionali | Coppe continentali | Coppe continentali | Coppe continentali | Altre coppe | Altre coppe | Altre coppe | Totale | Totale | Totale |
| Stagione        | Squadra         | Comp            | Pres       | Reti       | Comp            | Pres            | Reti            | Comp               | Pres               | Reti               | Comp        | Pres        | Reti        | Pres   | Reti   |        |
| --------------- | --------------- | --------------- | ---------- | ---------- | --------------- | --------------- | --------------- | ------------------ | ------------------ | ------------------ | ----------- | ----------- | ----------- | ------ | ------ | ------ |
| 2023            | Varberg         | A               | 20         | 0          | CS+CS           | 3+0             | 2               |                    | -                  | -                  |             | -           | -           | 23     | 0      |        |
| 2024            | Halmstad        | A               | 29         | 0          | CS+CS           | 5+1             | 0               |                    | -                  | -                  |             | -           | -           | 10     | 0      |        |
| 2025            | Vålerenga       | ES              | 0          | 0          | CN              | 0               | 0               |                    | -                  | -                  |             | -           | -           | 0      | 0      |        |
| Totale carriera | Totale carriera | Totale carriera | 49         | 0          |                 | 9               | 2               |                    | -                  | -                  |             | -           | -           | 58     | 2      |        |